# The Royalettes

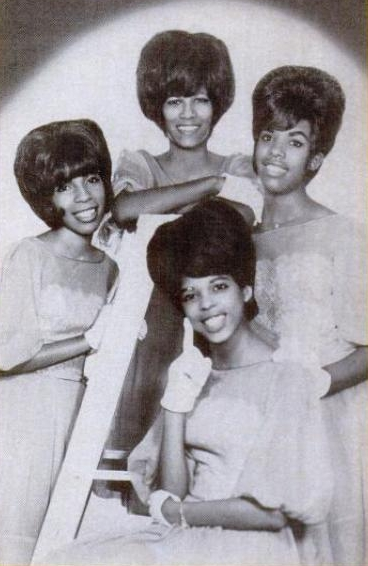
The Royalettes, 1965

The Royalettes waren eine US-amerikanische Girlgroup der 1960er Jahre, die dem Soul zugerechnet wird. Sie sind vor allem für ihren US-Chart-Hit It's Gonna Take a Miracle (1965) bekannt.

## Biografie
Die Royalettes wurden 1962 in Baltimore gegründet. Die Gruppe bestand aus den Schwestern Sheila und Anita Ross, ihrer Cousine Veronica Brown und einer Freundin aus der High School, Terry Jones. Der Name der Gruppe leitete sich vom Royal Theatre in der Pennsylvania Avenue in Baltimore ab.
1963 erschienen bei Chancellor Records die ersten beiden Singles, gefolgt einer weiteren 1964 bei Warner Brothers. Ihre größten Erfolge feierten die Royalettes aber erst, nachdem sie von MGM Records unter Vertrag genommen worden waren. MGM stellte ihnen den Songwriter und Arrangeur Teddy Randazzo als Produzenten zur Seite, der schon Hits für Steve Lawrence, Little Anthony & the Imperials und die Zombies geschrieben hatte.
Der größte Hit der Royalettes wurde 1965 die von Randazzo, Bobby Weinstein und Lou Stallman geschriebene Single It's Gonna Take a Miracle (Nr. 28 US R&B, Nr. 41 US Billboard Hot 100, Nr. 37 Cash Box). I Want to Meet Him kam im gleichen Jahr ebenfalls in die Charts (Nr. 72 Billboard Hot 100, Nr. 26 R&B).
Die Gruppe brachte zwei Langspielplatten während ihrer Zeit bei MGM heraus, It's Gonna Take a Miracle (1965) und The Elegant Sound of the Royalettes (1966). Beide LPs wurden von Teddy Randazzo produziert, der auch den Großteil des Materials schrieb. Es gab jedoch auch vereinzelte Coverversionen, wie Yes, I'm Ready von Barbara Mason, An Affair to Remember (Our Love Affair) von Vic Damone oder Watch What Happens, eine englische Version von Michel Legrands Récit de Cassard aus dem Film Die Regenschirme von Cherbourg.
1966 folgte eine von Bill Medley produzierte Single, (He Is) My Man, sowie 1967 eine Single bei Roulette Records, River of Tears.
1969 löste sich die Gruppe auf. Sheila Ross war in den 1970er Jahren Backup-Sängerin für The Three Degrees und veröffentlichte 1973 eine Solo-Single, You Hold My Life in Your Hands. Anita Ross lebt heute in Florida und Terry Jones in San Francisco. Veronica Brown wurde Rechtsanwaltsgehilfin und lebt bis heute in Baltimore.

## Diskografie

### Studioalben
- 1965: It's Gonna Take a Miracle (MGM E4332)
- 1966: The Elegant Sound of the Royalettes (MGM E4366)

### Singles
- 1963: "No Big Thing" / "Yesterday's Lovers" (Chancellor C-1133)
- 1963: "Wille the Wolf" / "Blue Summer" (Chancellor C-1140)
- 1964: "Come to Me" / "There He Goes" (Warner Brothers 5439)
- 1964: "Don't You Cry" / "He's Gone" (MGM K13283)
- 1965: "Poor Boy" / "Watch What Happens" (MGM K13327)
- 1965: "I Want to Meet Him" / "Never Again" (MGM K13405)
- 1965: "It's Gonna Take a Miracle" / "Out of Sight, Out of Mind" (MGM K13366)
- 1966: "When Summer's Gone" / "Love Without an End" (MGM K13588)
- 1966: "It's a Big Mistake" / "It's Better Not to Know" (MGM K13507)
- 1966: "(He Is) My Man" / "Take My Love (and Hide It From My Heart)" (MGM K13627)
- 1966: "You Bring Me Down" / "Only When You're Lonely" (MGM K13451)
- 1966: "An Affair to Remember (Our Love Affair)" / "I Don't Want to Be the One" (MGM K13544)
- 1967: "River of Tears" / "Something Wonderful" (Roulette R-4768)
- 1986: "It's Gonna Take a Miracle"  / "My Boyfriend's Back" (Eric Records 4109) – mit The Angels
- 1993: "It's Gonna Take a Miracle" / "I Want to Meet Him" (Collectables COL 4350)

### Compilations
- 1995: The Velvelettes Meet The Royalettes (Marginal Records MAR 017) – mit The Velvelettes
- 1996: It's Gonna Take A Miracle – The MGM Sides (Ichiban Records SCL 2110-2)
- 2004: The Singles Collection (Black Tulip BTCD-39219)
- 2010: It's Gonna Take A Miracle: The Complete MGM Recordings (RPM Records RETRO 879)